# اتمیک فایر
اتمیک فایر (انگلیسی: Atomic Fire) یک ناشر موسیقی آلمانی مستقر در دونزدورف بود که در سال ۲۰۲۱ آغاز به کار کرد و در ژانویه ۲۰۲۴ جذب رینینگ فینیکس میوزیک گردید.